# ガンサバイバーシリーズ
『ガンサバイバー』は、カプコンより発売されたガンコントローラー対応のガンシューティングゲームシリーズである。

## 概要
『バイオハザードシリーズ』および『ディノクライシス』の世界観を使用した外伝的作品であり、敵を全滅させると自動的に次の敵の場所に移動する通常のガンシューティングゲームと異なり、プレイヤー自身が方向操作することで移動するため、銃型コントローラーを使うという点を除けばゲーム感覚はファーストパーソン・シューティングゲームに近い。

## 『バイオハザード ガンサバイバー』
2000年1月27日にPlayStationで発売。
シリーズ第1作目。第2のラクーンシティとなった「シーナ島」から、記憶を失った謎の青年が脱出を目指す。外伝的な作品だが、本編の事件が『バイオハザード0』のプロローグで紹介されている。ステージごとにルート分岐が多いのが特徴。選ぶルートによって難易度も変わる。説明書のストーリーとゲーム開始時のアナウンスで「ただ一つだけ判ることがある。頼みの綱はこの銃だけだ。この銃が俺を導いてくれるだろう。この銃で俺は生き延びる。俺は生き延びる。生き延びてみせる…」「my hope is just this gun」とあるように、これまでのバイオハザードシリーズとも違うガンシューティングとしてのガンサバイバーシリーズの特徴が強調されている。
AまたはBボタンを素早く2回押すことで近くの敵、アイテム、扉の順に一瞬で視点切り替えを行うクイックサーチ機能のほか、銃口をモニターの外に向けている時の操作でABボタンでそれぞれ回転し、トリガーを引けば前進する移動を行う。
なお、劇中のファイルの日付により、物語の時期は1998年11月下旬と判る。

### 登場人物
謎の青年/アーク・トンプソン
　声 - パトリック・ハーラン
主人公。
私立探偵を営む正義感にあふれる若者。
銃器の扱いに長けており、ヘリの操縦も得意とする。
『バイオハザード2』の主人公レオン・S・ケネディの友人。
ラクーンシティが崩壊した後、レオンの依頼を受けてシーナ島のアンブレラ研究施設を調査していた。
だが、それをビンセントに知られ、ヘリを奪って逃走を試みたが、ヘリを墜とされ逃走は失敗。そのショックで記憶喪失となってしまう。
脱出の最中、様々な事情により自分を「人殺しのビンセント」だと思い込んでしまうが、最後には記憶を取り戻し、シーナ島を脱出することに成功した。
その後の消息は明かされていない。
ビンセント・ゴールドマン
シーナ島の研究施設司令官。
優秀な科学者であるが、非常に残忍な性格で、研究のためなら実験材料の人間や同僚を殺すことも厭わないマッドサイエンティスト。
その残虐さはシーナ島赴任以前にアンブレラ本社でも危険視されていた。
ロットの密告で島の住人が自分を告発しようとしていることを知り、島にT-ウィルスをばらまいて人為的にバイオハザードを発生させ、口封じを計った。
実験材料として捕らえていた若者達に脱走された際、アンブレラ本社には集団自殺と報告させ、実際はゴールドマン自身が笑いながら拳銃で一人一人撃ち殺していた。
ゲーム序盤ではヘリから落ちアークの社員証を所持した状態で気絶している（この社員証はアークが逃走中に落とし、ビンセントが拾った物）。
終盤で自らが生み出した生物兵器に殺されるという、初代のアルバート・ウェスカーに似た最後を遂げることになる。
但し、ルート選択次第ではアンディかU.T.コマンダーがビンセントの代わりに現れ、殺害される展開となる。
また、ゲームを進めると入手できるファイルを読むと、ビンセントの非道さが垣間見える（ゲーム中で母親の声の入ったテープが放送されるシーンがあり母親からは非道をやめてくれと懇願されていた）。
アンディ/アンディ・ホランド
シーナ島の下水道の管理人。
1日中ほとんど下水道の管理室から出ることなく生活している。
下水道に流れ着く街の生活ゴミの撮影が趣味という浮世離れした変人。
また、彼は窃盗・強盗・暴行などの前科者であり、アパートの家賃も滞納していたことが攻略本において明かされている。
旧式の下水道施設の管理のため、アンブレラに雇われた。
彼自身はアンブレラの実態をバイオハザード発生まで知らず、その発生後は半ば発狂したかのような行動を取る。
ちなみに、ゲーム中では名前は「アンディ」とのみ語られるが、攻略本にはフルネームが載っている。
U.T.（Under Taker）コマンダー
アンブレラ証拠隠滅部隊（通称・Umbrella-Trashsweeper＝アンブレラの掃除屋）の指揮官。
人間、クリーチャー問わず皆殺しにした上で、島を爆破して証拠隠滅するよう任務を受けている。
隊員は全てU.T.ユニットと呼ばれるクリーチャーであり、人間なのは彼のみ。一般人を巻き添えにする任務を難なくこなす冷酷な性格のようだが、個人に関する情報は無きに等しく、人となりを知る手段は皆無。
ロット・クライン
アークが出会った少年。12歳。
金属バットを武器に勇敢に恐怖に立ち向かう。
アンブレラの研究施設で働く父の影響でアンブレラ至上主義に染まっている。
しかし彼の密告により、ビンセントが人為的にバイオハザードを引き起こした結果、両親はゾンビと化し、島は第2のラクーンシティと化した。
アークを敵と誤解して敵意を剥き出しにするが、最終的には和解。記憶を取り戻したアークと妹のリリィの3人で、シーナ島を脱出した。
悪人ではないが、彼の良かれと思った行動が裏目に出て結果的に罪の無い人間を巻き込んでしまったので、ある意味「６」のヘレナの先駆けとも言える人物。
リリィ・クライン
アークが出会う数少ない生存者。8歳。ロットの妹。
彼同様アークを敵と誤解して必要以上におびえている。
ゾンビ化した両親の最後の言いつけで、アンブレラビルに逃げ込んだ事で難を逃れた。
兄ロットと共になんとか逃げのび、記憶を取り戻して和解したアークとロットと共に島を脱出している。
本来の彼女は温厚で年相応の性格で、ロットとは違って普通の少女である。

### 登場武器
今作ではハンドガンの弾が無限になっており、全て撃ち切るか部屋を切り替えると自動的に最大までリロードされる（メニュー画面での組み合わせでもリロード可）。また、銃の収集もスコアに影響するが、1周ですべての銃を集めることはできない。武器の残弾と収集した武器は周回プレイで引き継がれ、再入手はできない。
どの銃にしても充分に性能を持つが、それぞれに個性が強い。
ハンドガンA（グロック17）
初期装備。装弾数は17発。それ以外の性能には特に取り立てて見るべきところはない平均的な銃。威力は低い方で、敵がそれほど強くない序盤であれば通用するが、強敵が頻繁に出現する中盤以降は厳しい戦いを強いられる。
ハンドガンB（Cz75）
高い連射性能を持ったハンドガン。相手の接近を許さないまま一方的に射殺することも可能なほどの連射性能を誇るが、1発当たりの威力は4つのハンドガンで最低で、リロード性能も低い。装弾数は15発。ゾンビ犬やカラスなど、素早い敵に相対する際有効だが、体力の多い敵には不向き。ただし扱い方次第ではタイラントも15発程度で仕留められる。
ハンドガンC（ベレッタM8000 クーガーG）
連射は若干遅いがしかし極めて早いリロード性能を持ち、それ以外の性能も総じて高レベルな実戦向きの拳銃。威力は南部十四年式カスタムに次ぐが連射性能はハンドガンDより多少早い程度でありあまり早くない。カラスやゾンビ犬やジャンプしたリッカーには後退しないと不向きである。装弾数は15発と余裕があり、主力武器として申し分ない性能を誇る。比較的早めに入手できるため、手に入れておくと後の攻略が楽になる。遠くから歩いてくるタイラントを最も早く倒せる。
ハンドガンD（南部十四年式 カスタム）
タイラントですら10発前後で沈めることができるほどの突出した破壊力を誇る、旧陸軍製の骨董品。装弾数は8発とハンドガンでは最も少なく連射性能も低い。また威力の高さからか撃ったときの反動が大きく画面ブレするという欠点も持つ。リロード性能はハンドガンCに次いでかなり早い。ゾンビ犬やリッカーのような素早い敵との立ち回りにはかなり不向きなものの、一撃離脱戦術やタイラントなどの強敵に対し、真価を発揮する。本来南部十四年式拳銃は9mmパラベラム弾は使えないが、ゲームでは使えるように改造されており、カスタムの名称はそれに由来する。
ショットガン（スパス12）
12ゲージショットシェルを使用する。威力が高く、広範囲を攻撃できるのが特徴。至近距離で発砲すればゾンビ程度なら一撃で仕留めることができ、ハンターに対して非常に有効。ただし遠距離射撃の場合はダメージが分散しやすい。ラスボスに捕まれたとき一発でダウンできるため有効である。
グレネードランチャー（M79 グレネードランチャー）
『バイオハザード2』のそれと同モデル（『2』のものは外観上、ストックが切り詰められているという違いがある）。撃てる弾薬も同じ3種類。非常に高い威力を持つ反面装弾数が1発しかなく、撃つ度にリロードが発生するため、多くの敵を相手にするには向かない。弾道が放物線状の軌道をとるため、高いところを狙っても着弾しないことがある。ショットガンと同じくラスボスを一発でダウンできる特長がある。
マグナム（S&W M19）
装弾数は6発。威力は突出して高いが、リボルバータイプの特性上、弾丸を1発1発込めるためリロードに時間がかかる。ラスボスを一発でダウンでき威力の大きさと相まって最終戦で極めて有効な武器である。
ロケットランチャー（M20A1 ロケットランチャー）
隠し武器。装弾数は1発だけで、撃つ度にリロードが発生するが、弾数は無限。ほとんどの敵を一撃で粉砕できる最強の武器。ゾンビの下半身部分を撃つと倒せないことがある。

### 登場クリーチャー
『バイオハザードシリーズ』に登場するクリーチャーがほとんどで、本作オリジナルのクリーチャーは少ない。
また、ラージ・ローチ以外は頭部が弱点になっている。
ゾンビ / ゾンビ改
『バイオハザードシリーズ』にも登場する敵。
外見やうめき声は『バイオハザード2』のものと同じ。
本作ではショットガンで頭部を狙ったりしても、部位破壊が起きない。
横や後ろからゾンビに接触されると振り向かされてしまう。
リッカー / リッカー改 / 新型リッカー
序盤から登場。リッカーとリッカー改、新型リッカーの三種類がいる。
種類で武器への耐性が若干変化しているが、共通して硫酸弾に弱い。たまにアークの周囲を延々回り続ける隙だらけの行動をとることがある。
本作のリッカーの飛び爪攻撃は『2』のリッカーの飛び爪攻撃と比較すると、攻撃力が極めて控えめに設定されている。
なお、新型リッカーはリッカーに比べ皮膚の色が薄く、細身である。
ゾンビ犬
アークを見つけると飛び掛ってくる。
あらゆる武器が有効だが、動きがすばやいため狙いづらい。大抵は2～5匹程度の群れで現れる。また他のクリーチャーとセットで襲ってくることもある。
従来と違い弾一発では転倒しないので手強くなっている。
大クモ / ブラックタイガー
『バイオハザード』や『バイオハザード2』に登場したクリーチャー。外観上の差は色のみ。
グレネードランチャーの特殊弾頭への耐性が変化しており、大クモは火炎弾が有効だが、ブラックタイガーは火炎弾に対して大幅に強くなっている。そのため、ブラックタイガーへは硫酸弾による攻撃が有効。
序盤の教会ルートでは教会地下に大クモが一体おり、まだブルーハーブが手に入らない状態で遭遇するため、毒液攻撃に注意が必要。
カラス
声は聞こえるが、登場するのは一度だけ。
ルート次第では、遭遇すらしない、ある意味レアな敵。映画館で窓を割って襲い掛かってくる。
ラージ・ローチ
登場エリアは1カ所のみのある意味レア敵。
図書館ルートの下水道の暗闇の部屋で登場。正面に見える電気をつけると集団で一斉に飛来して襲い掛かってくる。電気をつけずに部屋を出れば完全に無視できる。
モス・ジャイアント
刑務所の地下ルート入り口前で登場。それ以外のルートでは遭遇しない、ある意味レア敵。
『バイオハザード2』より小柄。火炎弾が有効。同時に2匹現れる。
ハンター
高い攻撃力と素早い動きを持ち合わせた敵。
ショットガンが有効。「首刈り」が即死攻撃ではなくなったため弱体化しているが、複数同時に波状攻撃を仕掛けてくる上に、ハンターに背を向けて逃げようとすると、ものすごい跳躍力でアークの正面に回り込み退路を断ってくるので、強敵であることに変わりない。
ちなみに、後にハンターαと呼ばれるタイプがこのハンターである。
タイラントT-103型
「2」等に登場した、俗に「量産型タイラント」と呼ばれる個体。
本作では、グレネードランチャー・ショットガン・マグナムなどの重火器は両腕でガードしてダメージを半減するため、最も有効なのはハンドガンによる頭部の狙撃。狭い通路で遭遇することが多く、横をすり抜けてやり過ごそうとしてもラリアットで妨害される上、ミドルレンジからでもタックルで突っ込んでくる攻撃が新たに加わったため、倒したほうが無難。倒すと戦利品としてショットガンの弾・グレネード各弾薬の中からランダムで1つを入手できるが、あるルートはタイラントばかりが出現するようになっており、このルートでは弾薬を落とさず、巡回する範囲も決まっている。
なお、今作は進め方に関わらず、スーパータイラント化することはない。またいずれのタイラントも別個体である（研究所で大量に生産されているため）。
イビー / 毒イビー（プラント43）
今回は対B.O.W.ガスは存在しないが、毒イビーは普通に登場する。火炎弾が有効。
終盤に登場する敵のためか、異様に攻撃力が高く設定されている強敵。
また、今作では培養液に浸されたイビーの幼体を見ることができ、丸みを帯びた八面体の塊であることがわかる。
U.T.ユニット
危険度A+クラスの極秘任務に適用される証拠隠滅部隊を構成する、使い捨ての人造生物。通称「掃除屋」。
人間に近い外観を持つが、攻略本に記載されたテキストによれば前腕部が普通の人間よりも長いらしい。任務完了するとアポトーシスを起こして自滅するようプログラムされている。
単一暗視スコープを装備し、短機関銃（H&K MP5）で武装している。体力はゾンビより低いが、一度に大量に出現する上、攻撃の手数も並ではないため油断できない。主な攻撃方法は短機関銃による殴打と銃撃。射殺すると、死体も残さず溶けて無くなる。木の上にいるタイプは武器に関わらず一撃で倒せる。
アリゲーター
刑務所の地下ルートで登場。ガスボンベが無いため今回は銃撃で倒すことになる。同時に2体登場して挟撃してくるが、プレイヤーの後ろ側は喰らい判定が無いため、正面のアリゲーターのみに集中できる。硫酸弾が有効。
モス・ジャイアントと同じく、『バイオハザード2』より小柄である。
ヒュプノス-T型
ビンセントの手によって生み出されたタイラントの亜種。
何億という遺伝子を持つ無数の細胞同士を戦わせ、最後まで勝ち残った優秀な細胞をタイラントに組み込むという蠱毒のような方法で生み出された。
名前は長時間にわたる細胞選抜の際、研究員達が睡魔に襲われた瞬間に最も優秀な細胞が出現したことから、ギリシャ神話の「眠りの神」であるヒュプノスの名が冠された。
通常のタイラントよりもやや小型だが、左手にはT-002型のような巨大なツメが生えている。他の個体同様戦いの中でパワーアップし、アークとの戦いで3つの姿を見せる。初期の段階では非常に均整の取れた姿をしているが、パワーアップするたびに醜悪な姿へと変貌していく。公式イラストでは青い体をしているが、本編中では灰色がかった体色になっている。なお、日本国外ではこちらがタイラントになっている。
第1形態
起動して間もない状態。アークがビンセントに追いつめられた際、突如起動してビンセントを殺害し、続けざまにアークに襲い掛かった。アークに向かって突進し、左手のツメで切り付けて攻撃する。狭い通路で戦うことになるが、タイラントと違って側面への攻撃手段は持たないため横をすり抜けることは容易。なお、殺される相手はゲームの進め方によってアンディかUTコマンダーに変わる。
第2形態
第1形態で受けたダメージからの回復に伴い、パワーアップした姿。ヘリで脱出しようとしたアークたちを追跡、襲撃した。武器であるツメは大型化し、形状もより鋭くなっている。その顔には怒りとも憎しみともとれる凶悪な表情が浮かぶ。第1形態に比べてスピードと跳躍力が向上し、高くジャンプしてから切りつける攻撃も加わっている。また、肉体の大型化と運動量の増加に伴って心臓も肥大化し、右胸に発生した亀裂から見え隠れしている。
第3形態
第2形態で致命的なダメージを受けたことにより、リミッターが外れてさらなる進化を遂げた形態。第2形態から連戦となる。左腕のツメだけではなく全身が巨大化し、初期段階の3倍近い巨体を持つに至った。また、より発達・巨大化した心臓が右の胸部を割って露出する（弱点は変わらず頭）。口は耳元近くまで裂け、初期段階の整った姿は見る影も無い。肉体が巨大化してもスピード及び跳躍力は衰えていない。第2形態までの攻撃に加え、肩をいからせてのタックル、アークを掴み上げてツメで切り裂く攻撃、巨大な左腕を利用したガードを行うようになった。ガードされるとダメージが半分程度に下がってしまう。三度敗北しても蘇り、アーク達の乗ったヘリにまでしがみ付く執念深さを見せたが、ヘリに搭載されたミサイルで攻撃され空中で爆散した。

### シーナ島
ヨーロッパに浮かぶ孤島で、研究施設を建築するため、買い取ったアンブレラ所有の島。そのため島民の大半はアンブレラ関係者もしくはアンブレラに雇われた人間である。ほとんどの島民はアンブレラ至上主義に染まっている。島にはアンブレラの巨大ビルがあり、山道の奥にある洋館の地下にはタイラントプラント、地下鉄、ヘリポートが隠されている。
ラクーンシティ崩壊後の11月22日（町中がパニックになったのは翌日）、ビンセントの暴挙によって島はバイオハザードに見舞われる。本編開始時期は11月25日。

## 『ガンサバイバー2 バイオハザード CODE：Veronica』
2001年7月にアーケードゲーム版が稼動（発売元はナムコ）、2001年11月8日にPlayStation 2版が発売。
『バイオハザード CODE:Veronica』を基にガンシューティングゲーム化した作品で、プレイヤーは「クレア」か「スティーブ」のどちらかを選びロックフォート島からの脱出をめざす。以下はPS2版での仕様。パッケージの暴力表現注意喚起マークはCESAとSCEの両方のマークが使用されている。

### 登場武器（ガンサバイバー2）

#### 共通武器
- ハンドガン（クレアはベレッタM93R、スティーブはルガーP08のゴールドモデル）
- ショットガン（フランキ・スパス12）
- リニアランチャー（実験体戦のみ使用可能）

#### クレア専用武器
- アサルトライフル（AK47）
- マグナム（コルト・パイソン）

#### スティーブ専用武器
- サブマシンガン（イングラムM10）
- グレネードランチャー（M79）

#### PS2版にのみ登場する武器
- 火薬付きボウガン
- Pzファウスト改（パンツァーファウスト3）

### アーケードモード
- アーケード版では2人プレイが可能だったが、本作では2人目のキャラクターはAIによる操作になるため2人プレイをすることはできない。
- キャラクターのセリフは無く、字幕によってどのような話をしているか察することができる。ダメージを受けた時の声や、ゲームオーバー時の絶叫は収録されている。
- 制限時間が設けられており、それを過ぎると『バイオハザード3 LAST ESCAPE』でも登場した追跡者（作中では「実験体」と表記される）が登場。ステージを徘徊してプレイヤーを探し出して攻撃してくる。この追跡者は攻撃が一切通用しない無敵キャラクターで、全ての攻撃が一撃死攻撃となっている。また、攻撃を受けずとも追跡者と同じ部屋に長時間居続けるだけでゲームオーバーになる。なお、この制限時間はドア開閉のデモシーン中でも経過していく。
- 武器は、装弾数無限のハンドガンの他にもう1種類のみ取得することが可能。なお、既に武器を取得している状態で別の武器を取得すると、元々持っていた方の武器は無くなってしまう。
- ストーリーは2人がロックフォート島から無事に脱出したところで終了となり、『CODE:Veronica』本編および、シリーズ本編とのストーリー上の関連性はない（いわゆるパラレルワールド、『CODE:Veronica』本編のクレアが見ている夢、または幻のような描写はある）。
- 舞台はあくまでもロックフォート島だが、南極基地にあるはずの部屋も登場する。
- ステージ1から5まで存在し、5以外のステージではマップ上に存在するカギを入手することでボス部屋に入ることができる。なお、ボス戦中は制限時間は撤廃される。ステージ1のボスは「ブラックウィドー（大クモ）」。ステージ2のボスは「ハンターII（スウィーパー）」。ステージ3のボスは「ノスフェラトゥ」。ステージ4のボスは「アレクシア第1形態」。ラスボスは「タイラント（T-078型）」だが、特定の条件を満たすとタイラントの後に追跡者との戦闘になり、この戦闘時のみリニアランチャーを使用できる。
- コンティニューについては、プレイ時間が長くなるほど回数が増えていく。

### ダンジョンモード
- PS2版オリジナルのモードで、アーケードモードを1回クリアするとプレイ可能になる。
- ステージごとに決められたミッションをクリアしていくモードで、ミッション1をクリアすると次のステージと同じステージのミッション2が出現する。
- キャラクターは「クレア」と「スティーブ」の2択だが、一定条件を満たすと「クリス」と「ロドリゴ」が加わる。
- アーケードモード同様に制限時間が存在するが、ドア開閉のデモシーン中の時間経過が無い代わりに、0になると即ゲームオーバーとなる。
- ステージは「Clock Tower」「Underground」「Inferno」の3つ。
- コンティニューは存在せず、HPが0になった時点でゲームオーバーとなる。
- 武器はハンドガンも含めすべて有限で、ステージ中に落ちているのを拾ったり敵を倒すことで入手が可能。
- アーケードモードとは違って武器は最大4つまで持つことが可能だが、各ステージのミッション1でのみサイドパックの入手が可能で、入手すると武器の所持可能数が6つになる。なお、一度入手するとそれ以降のミッションでも効果は持続する。
- 一定条件を満たすことで、無限ロケットランチャーとリニアランチャーを入手できる。

### VSローチモード
- PS2版オリジナルのモードで、ダンジョンモードの「Clock Tower」ステージミッション1をクリアすると出現。
- 壁一面に張り付いたラージローチを倒すモード。ステージ1から5まで存在し、ステージ4からは蛾も登場する。
- キャラクターは「クレア」と「スティーブ」の2人。
- 武器はすべて無限となっている。

## 『ガンサバイバー3 ディノクライシス』
2002年6月27日にPlayStation 2で発売。シリーズ中で唯一『ディノクライシス』を題材にしている。

## 『ガンサバイバー4 バイオハザード HEROES NEVER DIE』
2003年2月13日にPlayStation 2版が発売。

### ストーリー
ラクーンシティ事件から数年が経った2002年9月、アンブレラ開発研究所パリ支部の試薬倉庫からT-ウィルスが盗まれる事件が発生する。その数日後、今度は太平洋上で各国のVIPが集まったアンブレラが所有する豪華客船「スペンサーレイン号」がシージャックされる。対アンブレラ追撃調査チーム工作員ブルースは両事件がアンブレラ元社員モーフィアスの犯行と知り、豪華客船に単独乗り込む。

### システム
客観画面で移動を行い、戦闘の際には主観画面に切り替えるというシステムを採用している。また本作では『バイオハザード3』以降採用されていなかった緊急回避が使用可能になっている（ボタン入力タイミングは比較的甘く、連打でも実行できる）。
ある地点で特定の動作をするとゲームが進行できなくなるハマリ状態になってしまうバグが存在する。オフィシャルサイトで回避方法が告知されている。
今回から、ハンドガンの弾が無制限では無くなり弾薬スロットを採用している（セーブポイントで補給は可能）。弾薬のスロットは6個と決められており、他の弾薬もそこに入るためどの弾を持っていくかある程度考えて行動する必要がある。

### 登場人物（ガンサバイバー4）
ブルース・マッギャヴァン
主人公。27歳。アメリカ統合戦略軍（U.S.STRATCOM）に所属する、対アンブレラ追撃調査チーム工作員。
正義感が強く、自分の命をかえりみない無鉄砲な行動をとる事があり、そのおかげで何度かピンチを招いたりする。何かと暴走しがちだが仕事ぶりは超一流らしい。
鳳鈴いわく冬瓜（ドングァ。鳳鈴は嘘で「いい男」の意味と言ったが、翻訳は「駄目男」の意味。なお、ブルースはこの言葉の意味を知っていたことをエンディングで鳳鈴に明かす）。
鳳鈴（フォンリン）
ヒロイン。
25歳。中国安全部所属工作員。左腕の所属部署のエンブレムでもある星と龍を組み合わせたデザインの刺青が特徴。
政府に対して忠実で冷徹な女性だがその背景に政府と敵対関係にあった兄を上官の命令で逮捕した後、処刑されたという暗い過去がある。故郷を愛しており、たとえ政府に切り捨てられても任務を続ける。
最初はブルースと友好的ではなかったが、次第に協力しあっていくようになる。
2周目以降のプレイ開始時、メインで進行するキャラを彼女に変更するかブルースのままで行くか選択可能。ただし、ムービーシーンに変更は無い。
モーフィアス・D・デュバル
元・アンブレラ本社研究開発部所属であり豪華客船をシージャックした首謀者。
年齢は32歳。銀髪で中性的な見た目をしている。
美に拘っていることからもわかる通りのナルシスト。であり部下をT-ウイルスの餌食にする事も平然とやってのける冷酷無情な性格の男。
研究者としては優秀だったが施設管理については杜撰を極め、1997年の時点で管理していた廃棄物処理施設で事故を起こし、職員多数が犠牲になった。1998年5月のラクーンシティにおけるウィルス漏洩事故の詰め腹を切らされる形で更迭処分となった。
アンブレラ本社からは既に廃棄処分とされた海底研究所「バイオスフィア」を私物化、「美に絶対的な価値をおく王国の設立」という己の野望と、アンブレラに対する復讐の為に今回の事件を起こす。
オープニングにて鳳鈴の投げつけた手榴弾の爆発で重傷を負うが、t+Gウイルスを自らに注射し、女性型タイラントかつ電気を纏うクリーチャーと化すが、特殊な武器を使用されてダメージを追い、肉塊のような第2形態へと変異する。仰向けで変異したため、顔が上下逆で爪が逆にあり、彼の追い求めた｢美｣の真反対に居る姿と成り果てるという皮肉な状態となり、最終的に倒された。
アンブレラパリ支部からT-ウイルスを盗んだのは彼の部下である。

### 登場武器（ガンサバイバー4）
ハンドガン（ベレッタM92F カスタム）
初期装備。威力が低い自動拳銃。本作では弾は補給ポイントで無限に補充可能。ブルースの初期装備。
サイレンサー・ハンドガン（S&W オート）
ハンドガンより装弾数が少ないが射撃時に敵に気づかれにくい。プルート戦に特に有効な武器。鳳鈴の初期装備。
セミオートマチック・ハンドガン（グロック18）
ハンドガン系の武器で装弾数が一番多い武器。3点バースト射撃専用となっているが、発射ボタンを押す時間を工夫することができれば、1発か2発だけ撃つことも可能。なお、実銃のグロック18は3点バーストではなくフルオートである。
ショットガン（SPAS12）
散弾銃。近距離の射撃で大ダメージを与えられる。リロードが遅い。
マグナム（デザートイーグル）
威力が非常に高い大型拳銃。弾薬配分は少ない。
グレネードランチャー（ダネルMGL）
リボルバー式。装弾数は6発。爆風で複数の相手にダメージを与えられる。クイーン戦で特に有効。
アサルトライフル（H&K G36）
威力は低いが装弾数が多く、連射が可能。鳳鈴は最初から所持。
荷電粒子ライフル
アンブレラの開発した武器。弾数無限。モーフィアス第一形態を倒すのに必要。最高難度を最高のプレイヤーランクで終えた場合に限り、そのクリアデータをロードすることによって最初から使用可能。

### 登場クリーチャー（ガンサバイバー4）
ゾンビ
ショットガンやマグナムで頭を撃っても部位破壊はできないが、足を撃つと進行スピードが変わる。
船長ゾンビなど極めて耐久力の高い個体が存在する。頭部（特に額か頭頂部）が弱点。
本作では複数同時に噛み付いてくる。また、一部の個体は倒すとアイテムを落とす。
ハンター（エリート）
アンブレラの品評会の為に調整が加えられたハンター。
高い耐久力に加え、素早い動きで銃撃を避けることもある。口の中が弱点。
タイラント091
t+Gウィルスを投与することで生み出されたタイラントだが、t+Gウィルスの特徴である電気的特性の発達が見られないため、失敗作とみなされ廃棄された。
従来のタイラントのようなツメはなく、触手のような指が特徴。背中に露出している臓器が弱点。顔でもそれなりのダメージが与えられる。
ノーチラス
トーピドー・キッドを生み出す母体。
研究所から廃棄された無数の失敗作の集合体。下水道に生息しており、自ら移動する事は無い。ダメージを与えると、引っ込む。
トーピドー・キッド
小さな肉塊のようなクリーチャー。
下水道を中心に異常繁殖している。動くものに反応して寄ってくる習性を持つ。
体組織が脆く、少しの刺激でも破裂し強酸性の体液を撒き散らすため触れると非常に危険である。
グリマー
ぼんやりと光る赤い複眼を持つ中型クリーチャー。
闇の中に棲息し、臆病だが隙を見せると襲ってくる。
プルート
死刑囚（実験体α）を実験体とし、眼球の切除や筋力増強剤の投与などを施した結果誕生したクリーチャー。
行動の制御はできておらず、実験段階で逃亡したため生物兵器としては不完全である。左腕が、筋力増強剤の影響で異常に肥大化している。また、眼球の切除によって聴覚が異常に発達しており、サイレンサーが付いていない武器で攻撃するか、走るとプレイヤーに向かって物凄い速さで突進してくる。なお、弱点は頭部の剥き出しになった脳。
設定ではプレイヤーを敵と認識しているわけではなく、面白がって追いかけているだけであるらしい。
クイーン
カブトガニの外殻とゴキブリの繁殖能力を兼ね備えたクリーチャー。
自身は攻撃手段を持たないが、ハルバートを無限に産み出す。
ハルバート
クイーンを護衛する羽虫の大群。
蜂のような攻撃性を持つ。
モーフィアス第一形態 / T-レディ
改良型T+Gウイルス「試薬『v.0.9.2』」を自らに注射したモーフィアス。
見た目は女性型の電気を纏うタイラント。
タイラント特有の巨大な爪は、右手に生えており、ウイルスの影響で話し方や声を含めて女性化し、足先がハイヒールのような形状になっているので、コツコツと足音を立てる。自我を保ったまま変身しているため会話も可能。
素早い身のこなしでプレイヤーに迫り、体内から電撃を発し、弾丸を完全防御する電磁バリアを張るため通常の武器では倒せない。倒すには特殊な武器が要る。
モーフィアス 第二形態
多大なダメージ受けたため肉体が暴走し、巨大な肉塊と化し、皮肉にも自分が追い求めた美しさとは逆の状態となってしまったモーフィアス。
仰向けの状態で変異したために、顔が上下逆についており、爪の位置も逆になっている。
電撃は使ってこず、巨体でブルースを押しつぶそうとする。肉塊から出た頭が弱点で、そこを攻撃すると、かなり後退する。

### テーマソング
「Gun Shot」
歌 - RIZE